# Combattimento di Stella del Mattino
Il combattimento di Stella del Mattino conosciuto anche come battaglia di Coltello Sordo o di Bates Creek si svolse il 25 novembre 1876 nel territorio del Wyoming durante la guerra delle Black Hills. 
Oppose le truppe statunitensi del  colonnello Ranald S. Mackenzie ai guerrieri cheyenne di Stella del Mattino (anche noto come  Coltello Sordo) e Piccolo Lupo.

## La battaglia
Dopo la battaglia di Little Big Horn, il generale George Crook fu incaricato di assicurare la sicurezza sulla pista Bozeman che tagliava i territori delle tribù Lakota, lungo le Black Hills, andando da Fort Laramie ai territori minerali dei Monti Big Horn.
Nell'ottobre 1876, il colonnello Mackenzie partì da Fort Robinson con un migliaio di uomini e scoprì il campo indiano di  Stella del Mattino e  Piccolo Lupo, lungo il ruscello di Bates Creek, abitato da circa 400 indiani in 173 tepee. I guerrieri Cheyenne stavano celebrando una vittoria contro gli Shoshoni. Mackenzie attese l'alba, quindi lanciò l'attacco contro il villaggio, che però, oppose una forte resistenza uccidendo 9 soldati, prima che i guerrieri cheyenne insieme ai loro capi si ritirassero, abbandonando il villaggio che venne completamente distrutto, e 500 cavalli indiani vennero catturati.

## Conseguenze
Il combattimento di Stella del Mattino segnò la fine della resistenza delle tribù cheyenne settentrionali. 
Gli uomini di Stella del Mattino vagarono nel gelido novembre senza vestiti e coperte, e molti patirono congelamenti.
Un gran numero di bande viaggiò verso nord lungo i Monti Bighorn, raggiungendo alla fine la regione del Tongue River superiore.
Altri fuggiaschi si rifugiarono nel accampamento degli Oglala Sioux di Cavallo Pazzo presso il Beaver creek e l'8 gennaio 1877, combatterono insieme a Cavallo Pazzo e Due Lune alla battaglia di Wolf Mountain, nel Territorio del Montana..